# Heilig Kreuz (Stapelfeld)

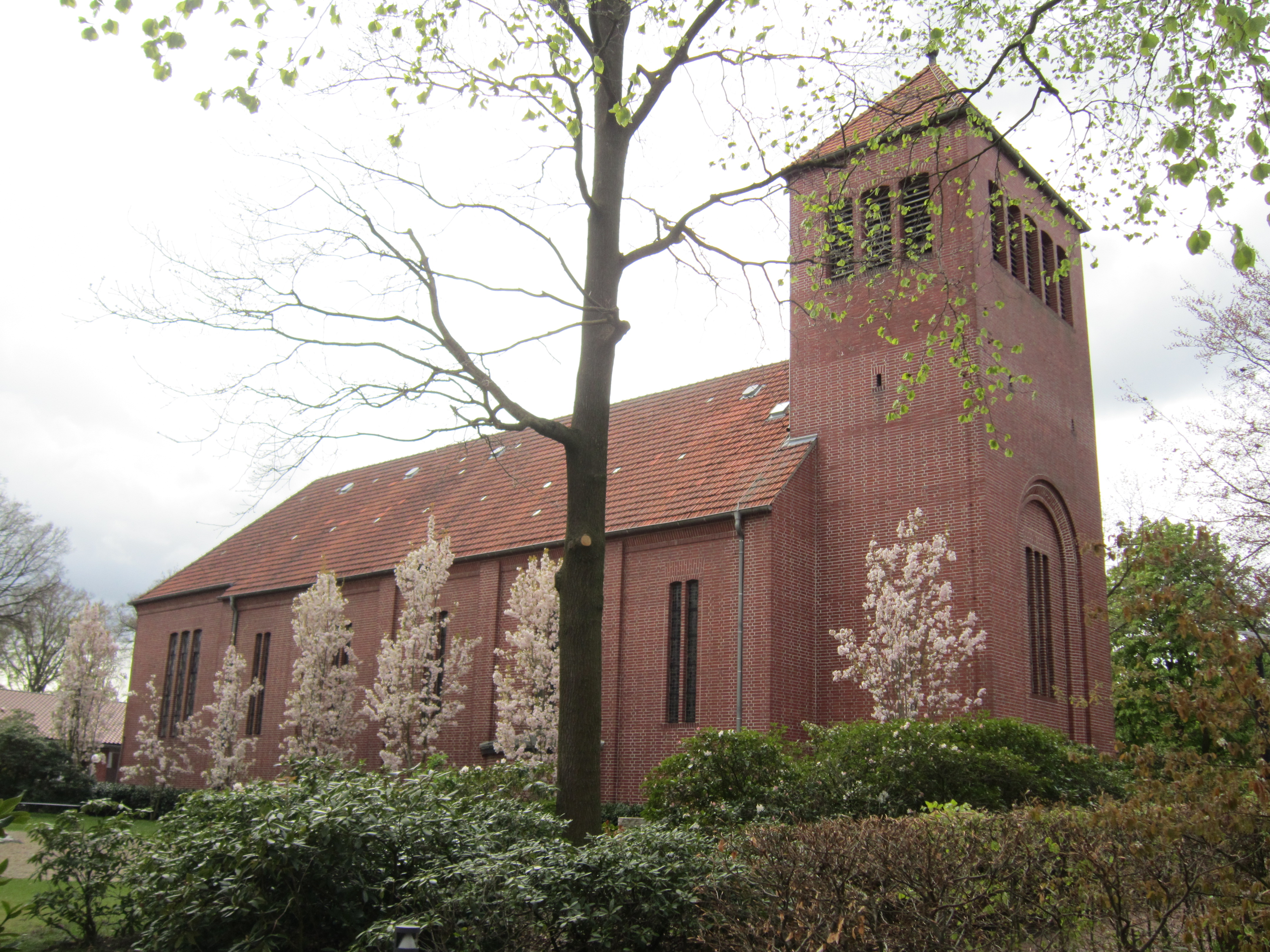
Kath. Heilig-Kreuz-Kirche in Stapelfeld

Heilig Kreuz in Stapelfeld, einem Stadtteil von Cloppenburg im Landkreis Cloppenburg in Niedersachsen, ist eine römisch-katholische Rektoratskirche der Pfarrei St. Andreas (Cloppenburg). Sie steht unter dem Patrozinium des Heiligen Kreuzes, an dem Jesus starb, und gehört zum Bistum Münster. Das Gotteshaus ist eine Saalkirche im Stil der Moderne und bietet 250 Gläubigen Platz.

## Geschichte
Seit 1860 gab es in Stapelfeld eine Kapelle, die 1946 zu einer Notkirche erweitert wurde. Wegen des einsetzenden Flüchtlingsstroms nach dem Zweiten Weltkrieg fanden in diesem Fachwerkbau regelmäßig Gottesdienste statt. Der ständige Seelsorger war ein geflüchteter Erzpriester aus dem Bistum Breslau. Weil die Kapelle für die wachsende Anzahl der Gläubigen zu klein wurde, wünschten sich die Katholiken ein eigenes Gotteshaus.
Erst 1954 konnte die vom Cloppenburger Architekten Ludger Sunder-Plaßmann entworfene Heilig-Kreuz-Kirche gebaut und vom Bischöflichen Offizial Heinrich Grafenhorst feierlich geweiht werden. Das Gotteshaus erhielt den Namen „Heilig Kreuz“ zur Erinnerung an den Oldenburger Kreuzkampf von 1936. Das Gebäude ist ein schlichter Backsteinbau mit einem großen Glockenturm. 1960 kam ein Pfarrzentrum (mit Bücherei) hinzu und 1968 folgte ein Pfarrhaus. Das zuständige Offizialat Vechta bestätigte 1992 den rechtlichen Status der Kirche als Pfarrrektorat.
In der Nachbarschaft des Gotteshauses befindet sich die Katholische Akademie Stapelfeld, die 1974 als Heimvolkshochschule gegründet wurde. Der Geistliche Direktor dieses Bildungs- und Veranstaltungszentrums ist gleichzeitig der Seelsorger der Gemeinde Heilig Kreuz.
Durch Fusion des Pfarrrektorats Stapelfeld und der Cloppenburger Pfarreien St. Andreas, St. Josef, St. Augustinus sowie St. Bernhard (Emstekerfeld) entstand am 24. Mai 2010 die neue Kirchengemeinde St. Andreas (Cloppenburg).
Am 1. Januar 2024 schlossen sich die Pfarreien in Bethen, Cappeln, Cloppenburg, Emstek, Essen, Lastrup, Lindern, Löningen und Molbergen zusammen zum Katholischen Kirchenverband „Pastoraler Raum Cloppenburg-Löningen“ mit Sitz in Cloppenburg.

## Glocken
Die erste Kirchenglocke von Stapelfeld trug die Inschrift „Sancta Maria, ora pro Stapelfeld et Nutteln, 1860“, hing von 1860 bis 1954 in der früheren Dorfkapelle und läutete danach in der Heilig-Kreuz-Kirche. 1984 wurde festgestellt, dass diese Glocke beschädigt war und nicht mehr verwendet werden konnte.
Die Spenden der Kirchengemeinde reichten für die Finanzierung einer Ersatzglocke. Im Turm des Gotteshauses hängt seit 1985 die neue Bronzeglocke (Ø 76 cm), die den Schlagton c2 hat und von der Firma Petit & Edelbrock in Gescher gegossen wurde.

## Orgel
Für die Rektoratskirche Heilig Kreuz in Stapelfeld baute Alfred Führer (Wilhelmshaven) 1964 die aktuelle Orgel (II+P/16). Dieselbe Firma führte 1977 eine Reinigung, 1994 eine Reparatur der Windladenbälge und 2003 ein erneute Reinigung des Instruments durch.
Die Schleifladen-Orgel hat 16 Register und besitzt ein Rückpositiv (C - g3), ein Hauptwerk (C - g3) und ein Pedal (C - f1). Die Spieltraktur und die Registertraktur sind mechanisch.